# Цинцендорф
Цинцендорф (нем. Zinzendorf) — дворянский род.
Известен документально с 1044 г. и возведен в графское достоинство в 1662 г. Из графов Цинцендорф особенно выдаются:
- Цинцендорф, Николай Людвиг (1700—1760) — немецкий религиозный деятель и социальный реформатор, епископ Моравской церкви.
- Людвиг-Фридрих-Юлий Цинцендорф[нем.] (1721—1780) — австрийский государственный деятель. Состоял сначала в саксонской, потом, перейдя в католицизм, в австрийской службе; был членом комиссии по торговым делам. В 1755 г. был послан в Петербург с поздравлением по случаю рождения вел. князя Павла Петровича, а также чтобы разузнать о причинах раздора между Бестужевым и австрийским послом Эстергази. В 1758 году выступил с планом кредитной операции по образцу французской Compagnie des Indes и с другими проектами подобного рода. В 1760—1761 гг. получил в своё заведование высший контроль над государственным счетоводством, причём оказал громадные услуги государству. В 1773 г. был назначен министром внутренних дел.
- Карл-Иоанн-Христиан Цинцендорф[нем.] (1739—1813) — брат предыдущего, австрийский финансист и министр. Поступив на австрийскую службу, он, по примеру брата, перешел в католицизм. Получив поручение объехать морские порты Италии, Франции, Англии, Голландии и австрийских Нидерландов, он изложил свои наблюдения в 9-ти больших томах. Составил план таможенного объединения, или союза, между Венгрией и немецкими провинциями Австрии, но встретил сопротивление в заинтересованных кругах. Будучи губернатором Триеста, он сделал все возможное, чтобы поднять этот город. При Франце II был министром внутренних дел; особенно усердно работал над делами Галиции.